# Dénes Zsigmondy
Dénes Zsigmondy (Budapest, 9 de abril de 1922 – Baviera, 15 de febrero de 2014) fue un violinista clásico húngaro.
Dénes Liedemann nació en Budapest, pero se cambió el apellido por Zsigmondy, el apellido de su abuela, ya que sonaba más húngaro que alemán. En 1944, mientras asistía a la Academia de Verano en Salzburgo, sus padres le informaron que había sido reclutado por el ejército húngaro. Para evitar el reclutamiento, no regresó a Hungría y se escondió con una familia alemana en el Lago Starnberg. Después de la Segunda Guerra Mundial, Zsigmondy fue rechazado por varias orquestas antes de unirse a la Orquesta Sinfónica de la Radio de Baviera cuando impresionó al director con su interpretación de Brahms Concierto para violín.
Después de esta cita, Zsigmondy se destacó como solista con la Berliner Symphoniker, la Orquesta Sinfónica de Viena, filarmónicas como las de Tokio, Budapest y Múnich; orquestas de radio como la Australian Broadcasting Corporation en Sídney y Melbourne, y la Munich; así como también la Stuttgart Chamber Orchestra y la Camerata Salzburg.
Desde 1971, fue profesor (después profesor emérito) de música en la Universidad de Washington, profesor invitado en la Universidad de Boston, e hizo clases magistrales en el New England Conservatory y otras instituciones en todo el mundo. En sus últimos años, impartió clases en la Hochschule für Musik Mainz.
Se casó con la pianista Anneliese Nissen, con el que hizo recitales, desde 1947 hasta su muerte en 2014. La pareja tuvo dos hijos.